# Agetocera cyanipennis
Agetocera cyanipennis is een keversoort uit de familie bladkevers (Chrysomelidae). De wetenschappelijke naam van de soort werd in 2001 gepubliceerd door Yang in Ge & Li.